# Warren P. Noble

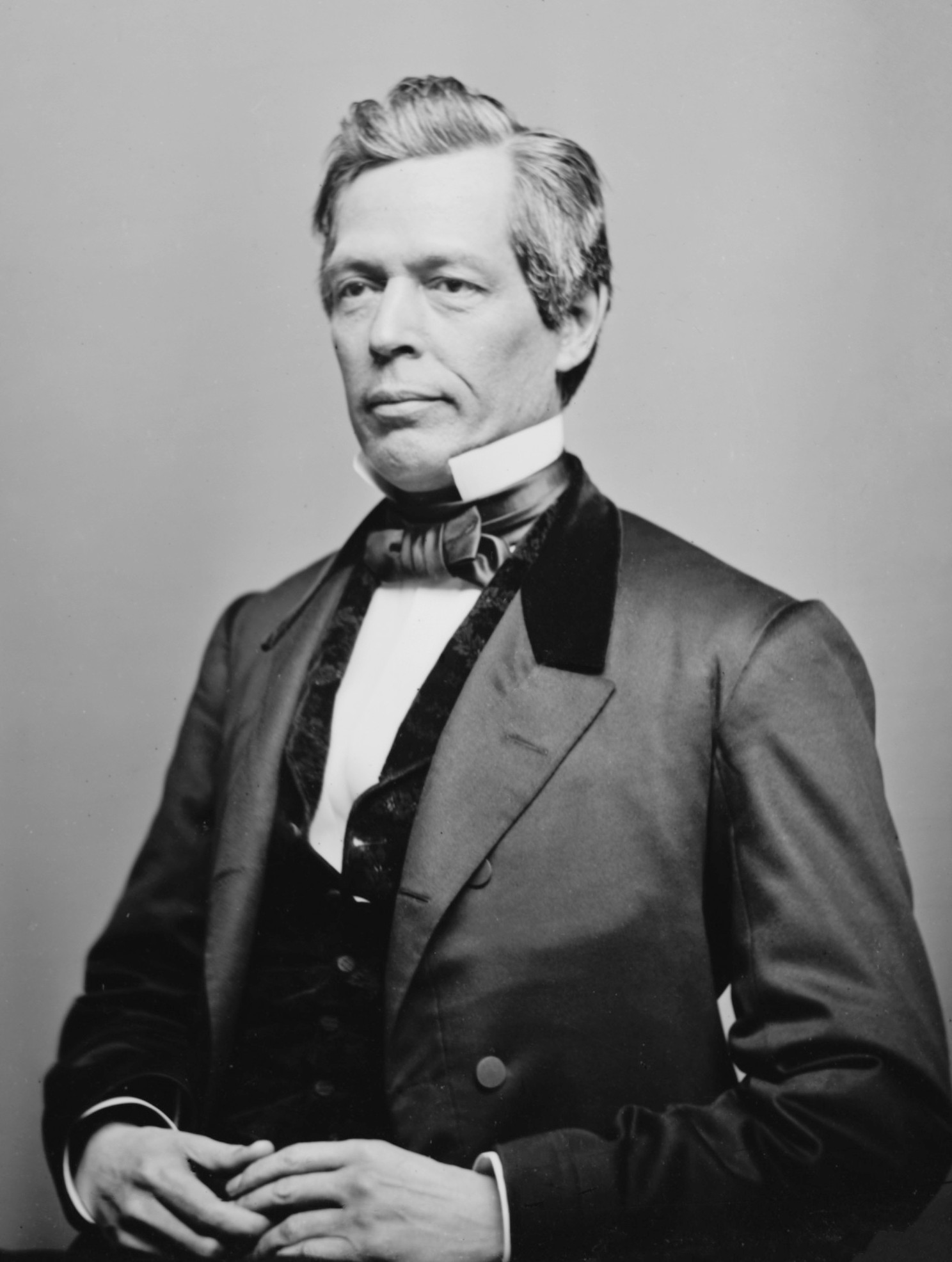
Warren P. Noble

Warren Perry Noble (* 14. Juni 1820 bei Berwick, Luzerne County, Pennsylvania; † 9. Juli 1903 in Tiffin, Ohio) war ein US-amerikanischer Politiker. Zwischen 1861 und 1865 vertrat er den Bundesstaat Ohio im US-Repräsentantenhaus.

## Werdegang
Noch in seiner Jugend kam Warren Noble nach Ohio, wo er die öffentlichen Schulen besuchte. Anschließend war er selbst für einige Zeit als Lehrer tätig. Danach setzte er seine Ausbildung bis 1840 an der Wadsworth Academy fort. Nach einem Jurastudium und seiner 1843 erfolgten Zulassung als Rechtsanwalt begann er in Tiffin in diesem Beruf zu arbeiten. Gleichzeitig schlug er als Mitglied der Demokratischen Partei eine politische Laufbahn ein. Zwischen 1846 und 1850 saß er als Abgeordneter im Repräsentantenhaus von Ohio; von 1851 bis 1854 war er Staatsanwalt im Seneca County.
Bei den Kongresswahlen des Jahres 1860 wurde Noble im neunten Wahlbezirk von Ohio in das US-Repräsentantenhaus in Washington, D.C. gewählt, wo er am 4. März 1861 die Nachfolge des Republikaners John Carey antrat. Nach einer Wiederwahl konnte er bis zum 3. März 1865 zwei Legislaturperioden im Kongress absolvieren. Diese waren von den Ereignissen des Bürgerkrieges geprägt. Im Jahr 1864 wurde er nicht in seinem Mandat bestätigt.
Nach dem Ende seiner Zeit im US-Repräsentantenhaus praktizierte Warren Noble wieder als Anwalt. Außerdem war er auch Direktor einer lokalen Eisenbahngesellschaft und Kurator der Ohio State University. Er starb am 9. Juli 1903 in Tiffin, wo er auch beigesetzt wurde. Noble war zwei Mal verheiratet und hatte insgesamt fünf Kinder.